# Yeniceköy, İnegöl
Yeniceköy là một xã thuộc huyện İnegöl, tỉnh Bursa, Thổ Nhĩ Kỳ. Dân số thời điểm năm 2011 là 11.338 người.